# Шариков, Николай Григорьевич
Никола́й Григо́рьевич Ша́риков (27 декабря 1922, с. Летки, Пензенская губерния — 8 августа 1991, Артёмовск, Донецкая область) — советский офицер-пехотинец, участник Великой Отечественной войны, Герой Советского Союза (13.09.1944). Подполковник.

## Биография
Родился 27 декабря 1922 года в селе Летки Пензенской губернии в семье крестьянина, первый ребёнок (есть сестра). Отец — Григорий Иванович, мать — Александра Степановна Шарикова. Русский. В Летках окончил один класс Леткинской неполно-средней школы. В 1928 году семья переехала в Новосибирск. В 1933 году в результате несчастного случая на стройке погиб отец (мать умерла ещё раньше), и Николай воспитывался в детском доме. Окончил школу-семилетку. По её окончании работал на предприятиях Новосибирска: табельщик в конторе «Заготзерно», маслёнщик на лесопильном заводе, слесарь мелькомбината № 1.
В Красной Армии с июля 1941 года, призван Октябрьским районным военкоматом Новосибирска. Окончил 2-е Омское военное пехотное училище, направлен в город Бийск командиром взвода 288-го запасного стрелкового полка, с августа 1942 по январь 1943 года — командир роты этого полка. В действующей армии с января 1943 года. Участвовал в Нижнеднепровской, Никопольско-Криворожской, Березнеговато-Снигирёвской наступательных операциях.
Но особо командир батальона 573-го стрелкового полка (195-я стрелковая дивизия, 37-я армия, 3-й Украинский фронт) старший лейтенант Н. Шариков проявил мастерство командира и личное мужество в Одесской наступательной операции. В начале операции, в ночь на 29 марта 1944 года, получив приказ на форсирование реки Южный Буг, комбат Шариков подготовил штурмовую группу (возглавив её) и включил в неё расчёты всех станковых пулемётов своего батальона, и, переправившись, захватил и удержал плацдарм, отразив несколько контратак, чем была обеспечена переправа остального батальона, а затем и полка.
В ночь с 6 на 7 апреля 1944 года в районе станции Кучурган противник предпринял ночную атаку с танками. Батальон Н. Г. Шарикова был отрезан от главных сил. В условиях полного окружения комбат организовал оборону и отбивал вражеские атаки, затем организовал прорыв и возглавил атаку, вынеся всех раненых и всю материальную часть. 12 апреля 1944 года Н. Г. Шариков во главе батальона с ходу форсировал реку Днестр в районе села Кицкань южнее Тирасполя (Молдавская ССР), атаковал укреплённую противником высоту и выбил с неё противника, затем грамотно организовал оборону, что позволило отразить контратаки противника и удержать высоту. Этот успех сыграл большую роль в удержании стратегически важного Кицканского плацдарма советских войск.
Указом Президиума Верховного Совета СССР от 13 сентября 1944 года Шарикову Николаю Григорьевичу присвоено звание Героя Советского Союза с вручением ордена Ленина (№ 17165) и медали «Золотая Звезда» (№ 2720).
В августе 1944 года Н. Г. Шариков вновь проявил мужество и героизм в ходе Ясско-Кишинёвской наступательной операции, а в сентябре — в боях по освобождению Румынии. В конце месяца дивизия, в которой он воевал, была переброшена на территорию Болгарии и там дислоцировалась до конца войны. За время участия в боях (в общей сложности около года) Н. Г. Шариков был дважды ранен и дважды контужен, награждён пятью орденами. Проявил себя умелым командиром: все представления его к наградам содержали слова «батальон не имел потерь» или «успех достигнут с минимальными потерями».
После войны продолжал службу в Советской Армии. В 1949 окончил стрелково-тактические курсы «Выстрел». С 1960 подполковник Шариков — в запасе. 
Жил в городе Артёмовске Донецкой области. До 1968 работал в местном горисполкоме. Умер 8 августа 1991 года в Артёмовске, похоронен на Аллее Славы городского кладбища.
Награждён орденом Ленина (13.09.1944), орденом Красного Знамени (7.09.1944), орденом Суворова 3-й степени (23.10.1944), орденом Александра Невского (23.03.1944), орденами Отечественной войны 1-й (11.03.1985) и 2-й (4.06.1944) степеней, медалями «За отвагу» и «За боевые заслуги» (19.11.1951), другими медалями.
В селе Старое Шайгово Старошайговского района Республики Мордовия установлена памятная стела.

### Семья
Жена — Зинаида Ивановна, сын — Александр, дочь — Татьяна.